# Regino Delgado
Regino Delgado (Santo Domingo, 7 de septiembre de 1956-ibídem, 2 de febrero de 2016) fue un futbolista cubano que jugaba en la demarcación de centrocampista.

## Selección nacional
Jugó un total de 36 partidos con la selección de fútbol de Cuba, haciendo su debut en 1975. Con el combinado cubano disputó los Juegos Panamericanos en 1975, 1979 —donde quedó finalista—, 1983 y 1987. Además jugó los Juegos Centroamericanos y del Caribe de 1974, 1978, 1982 y 1986, quedando campeón en todos los que disputó excepto en 1982, donde ganó la medalla de bronce. También participó en los Juegos Olímpicos de Montreal 1976 y en los Juegos Olímpicos de Moscú 1980.

### Goles internacionales
| # | Fecha                | Estadio                                | Oponente | Gol | Resultado | Competición                                          |
| - | -------------------- | -------------------------------------- | -------- | --- | --------- | ---------------------------------------------------- |
| 1 | 17 de agosto de 1980 | Estadio Pedro Marrero, La Habana, Cuba | Surinam  | 1–0 | 3-0       | Clasificación para la Copa Mundial de Fútbol de 1982 |
| 2 | 5 de marzo de 1987   | Estadio Pedro Marrero, La Habana, Cuba | Ecuador  | 1–0 | 2-1       | Amistoso                                             |

### Participaciones en Juegos Olímpicos
| Torneo                   | Sede     | Resultado        |
| ------------------------ | -------- | ---------------- |
| Juegos Olímpicos de 1976 | Montreal | Primera fase     |
| Juegos Olímpicos de 1980 | Moscú    | Cuartos de final |

## Clubes
| Club           | País | Año         |
| -------------- | ---- | ----------- |
| FC Azucareros  | Cuba | 1974 - 1978 |
| FC Villa Clara | Cuba | 1978 - 1991 |

## Palmarés

### Campeonatos nacionales
| Título                        | Club           | País | Año  |
| ----------------------------- | -------------- | ---- | ---- |
| Campeonato Nacional de fútbol | FC Azucareros  | Cuba | 1974 |
| Campeonato Nacional de fútbol | FC Azucareros  | Cuba | 1976 |
| Campeonato Nacional de fútbol | FC Villa Clara | Cuba | 1980 |
| Campeonato Nacional de fútbol | FC Villa Clara | Cuba | 1981 |
| Campeonato Nacional de fútbol | FC Villa Clara | Cuba | 1982 |
| Campeonato Nacional de fútbol | FC Villa Clara | Cuba | 1983 |
| Campeonato Nacional de fútbol | FC Villa Clara | Cuba | 1986 |

### Campeonatos internacionales
| Título                               | Club                        | País | Año  |
| ------------------------------------ | --------------------------- | ---- | ---- |
| Juegos Centroamericanos y del Caribe | Selección de fútbol de Cuba | Cuba | 1974 |
| Juegos Centroamericanos y del Caribe | Selección de fútbol de Cuba | Cuba | 1978 |
| Juegos Centroamericanos y del Caribe | Selección de fútbol de Cuba | Cuba | 1986 |

### Distinciones individuales
| Título                                            | Club           | País | Año  |
| ------------------------------------------------- | -------------- | ---- | ---- |
| Máximo goleador del Campeonato Nacional de fútbol | FC Villa Clara | Cuba | 1979 |
| Máximo goleador del Campeonato Nacional de fútbol | FC Villa Clara | Cuba | 1980 |